# Ardagh Glass

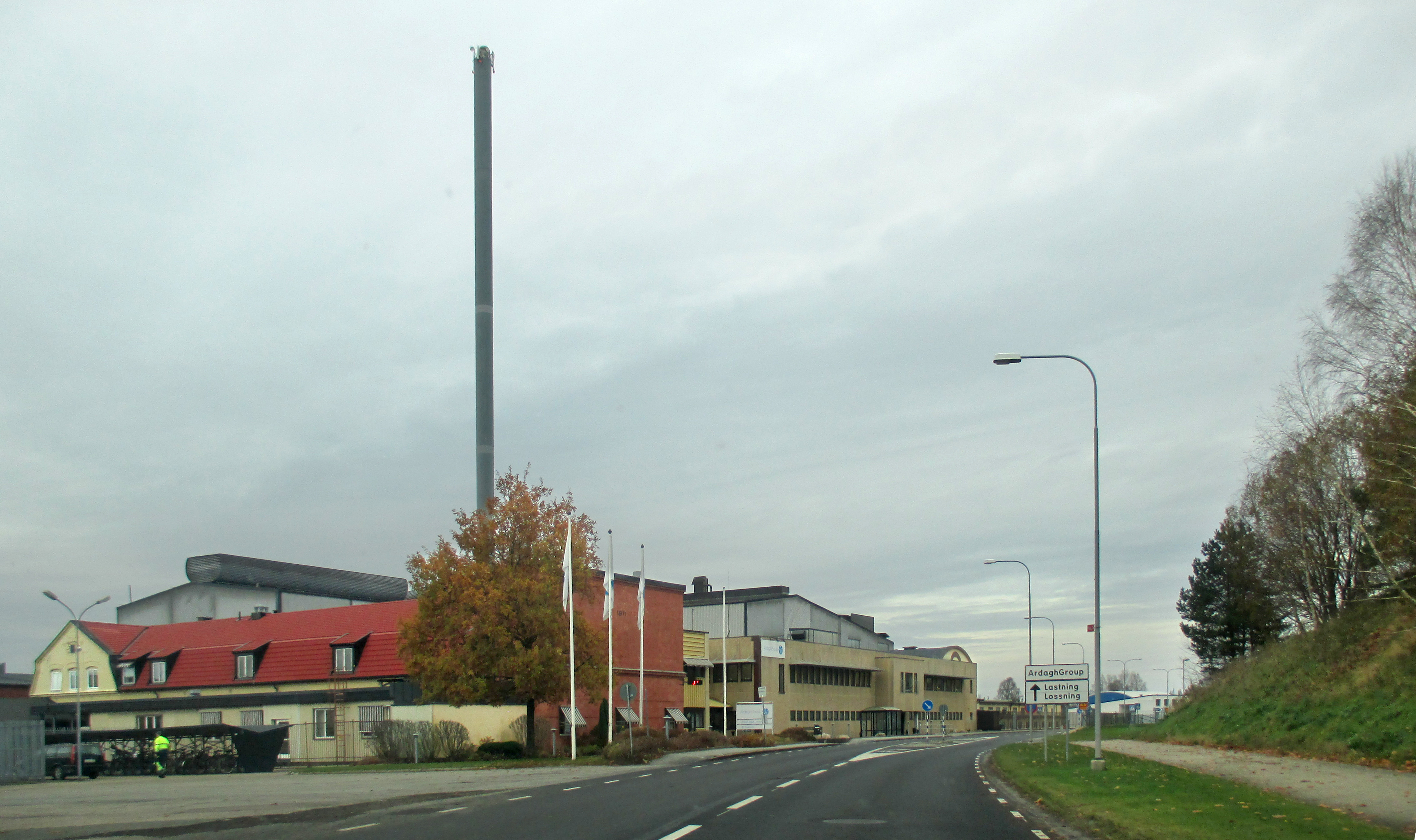
Limmareds glasbruk

Ardagh Glass är en europeisk producent av glasförpackningar för livsmedels- och dryckesindustrin, med säte i Dublin. Ardagh Glass Group verkar på 22 orter i sju länder: Tyskland, Danmark, Storbritannien, Italien, Nederländerna, Polen och Sverige, med sammanlagt omkring 7 000 anställda.
I Sverige finns det sedan 2007 ägda Limmareds glasbruk i Limmared, i Danmark Holmegaard Glasværk i Næstved.
Ardagh Glass producerade 2007 runt 3,4 miljoner ton glas och hade en omsättning på cirka 1,25 miljarder euro.